# Ушаков, Евгений Владимирович
Евге́ний Влади́мирович Ушако́в (12 июня 1925, Ялуторовск — 15 февраля 2012, Иркутск) — советский и российский живописец, создатель монументальных мозаичных полотен из бересты.

## Биография
Родился 12 июня 1925 года в Ялуторовске. В 1943 году был призван в армию, принимал участие в Великой Отечественной войне. Член Союза художников СССР (1980).
С 1960 года жил и работал в Иркутске. Основал новый вид декоративно-прикладного искусства. Создавал монументальные мозаичные полотна из бересты. Работы вошли в интерьеры многих общественных зданий в Иркутске — аэропорта, кинотеатра «Баргузин», Дома быта, Дома моделей, музыкального театра, гостиницы «Ангара», гостиницы «Интурист» и других. Принимал участие в зарубежных выставках — в Германии, США, Франции, Швейцарии, Южной Корее.
Скончался 15 февраля 2012 года.